# A Gonzaga Bulldogs férfikosárlabda-csapata
A Gonzaga Bulldogs férfikosárlabda-csapata a West Coast Conference tagjaként a National Collegiate Athletic Association I-es divíziójában képviseli a Gonzaga Egyetemet. A csapat vezetőedzője 1999 óta Mark Few.
A West Coast Conference Év Játékosa díjával eddig 15 csapattagot tüntettek ki.

## Története
A csapat első mérkőzését az 1907–1908-as szezonban játszotta, ekkor még edző nélkül. Első vezetőedzőjük az 1908–1909-es szezonban George Varnell volt, akit William Hughes Mulligan, Frank McKevitt, majd Hank Anderson váltott. Dan Fitzgerald irányítása alatt részt vehettek a National Invitation Tournamenten, valamint első NCAA-bajnokságukon is.
1997-ben a csapat irányítását az addigi segédedző, Dan Monson vette át, mivel Dan Fitzgerald atlétikai igazgatói karrierjére kívánt fókuszálni. Első szezonját 24–10-es eredménnyel zárta; a NIT bajnokságára kijutott csapat az első körben a Wyoming Cowboys ellen győzelmet aratott, azonban a Hawaii Rainbow Warriors ellen vereséget szenvedtek.
Az 1998–99-es szezonban a csapat megnyerte a konferenciabajnokságot, ezzel részt vehetett az NCAA-tornán. A regionális döntőn a nemzeti bajnok UConn Huskiesszal játszhattak, akik ellen 67–62-es vereséget szenvedtek.
Monson távozását követően 1999. július 26-ától helyét az addigi segédedzője, Mark Few vette át. Első szezonjában a csapat megnyerte a konferenciabajnokságot és kijutott az NCAA-tornára. A Battle in Seattle első mérkőzését a 2003–04-es szezonban játszották, amikor a Minnesota Tigers ellen 87–80-as győzelmet arattak.
A McCarthey Atlétikai Centrum nyitómérkőzését 2004. november 19-én játszották a Portland State Vikings ellen. A 2005–06-os szezon kezdete előtt az Associated Press Adam Morrisont a legjobb játékosokat gyűjtő All-Americans csapatába választotta.
A 2017–18-as szezon végén a csapat a Mountain West Conference-be való átlépést fontolgatta; a konferencia egyik képviselője a The San Diego Union-Tribune tudósítójának elmondta hogy bővítést terveznek; a hat lehetséges csapat közül egyedül a Gonzaga Bulldogsot nevezte meg. A Mountain West Conference a bővítésről a döntő után szavazott volna, azonban Mike Thompson atlétikai igazgató tájékoztatása szerint a Bulldogs a közeljövőben nem lép ki a West Coast Conference-ből.

## Létesítmények
A csapat 1905 februárjában, az új sportcsarnok átadásakor alakult meg, amelyet 1955-ig, a Spokane Amfiteátrum átadásáig használtak. 1964. június 3-án megkezdődött a John F. Kennedy Emlékcsarnok (ma Charlotte Y. Martin Atlétikai Centrum) építése. A projekt költsége 1,1 millió dollár volt; a hallgatói önkormányzat félévenként tíz dollárt szedett be a tanulóktól a félmillió dollár eléréséig; az egyetem ehhez további ötszázezer dollárral járult hozzá, a maradék százezret pedig adományokból biztosították. Az új létesítmény első mérkőzését 1965. december 3-án rendezték meg.
Az egyetem vezetősége 2003. április 11-én új sportlétesítmény (McCarthey Atlétikai Centrum) megnyitásáról döntött, amelyhez a szükséges források jelentős részét Philip G. és Thomas K. McCarthey igazgatósági tagok biztosították. Az első, telt házas mérkőzést 2004. november 19-én játszották.

## Vezetőedzők
| Edző                       | Aktív évek | Eredmény  |
| -------------------------- | ---------- | --------- |
| George Varnell             | 1908–09    | 10–2      |
| William Hughes Mulligan    | 1909–10    | 11–3      |
| Frank McKevitt             | 1910–11    | 8–1       |
| Fred Burns                 | 1911–12    | 4–2       |
| Ed Mulholland              | 1912–13    | 4–2       |
| Robert E. Harmon           | 1913–15    | 10–4      |
| William S. Higgins         | 1915–16    | 2–7       |
| John F. McGough            | 1916–17    | 4–5       |
| Guy Condon                 | 1917–18    | 3–2       |
| Edvard Geheves             | 1918–20    | 9–17      |
| Gus Dorais                 | 1920–25    | 34–53     |
| Maurice J. „Clipper” Smith | 1915–31    | 46–59     |
| S. Dagly                   | 1931–32    | 4–7       |
| Perry Ten Eyck             | 1932–33    | 4–15      |
| Claude McGrath             | 1933–42    | 129–133   |
| Claude McGrath             | 1946–49    | 129–133   |
| Bill Frazier               | 1942–43    | 2–9       |
| Charley Henry              | 1943–44    | 22–4      |
| Eugene Wozny               | 1944–45    | 12–19     |
| Gordon C. White            | 1945–46    | 6–14      |
| L. T. Underwood            | 1949–51    | 26–33     |
| Hank Anderson              | 1951–72    | 290–275   |
| Adrian Buoncristiani       | 1972–78    | 78–82     |
| Dan Fitzgerald             | 1978–81    | 252–171   |
| Dan Fitzgerald             | 1985–97    | 252–171   |
| Jay Hillock                | 1981–85    | 60–50     |
| Dan Monson                 | 1997–99    | 52–17     |
| Mark Few                   | 1999–      | 630–125   |
| Összesen:                  | –          | 1712–1111 |

## Eredmények szezononként
| Szezon | Vezetőedző                       | Eredmény                         | Eredmény                         | Helyezés                         | Továbbjutás                      |
| Szezon | Vezetőedző                       | Összesített                      | Konferencia                      | Helyezés                         | Továbbjutás                      |
| Konferenciafüggetlen (1907–1963)                                                                                   | Konferenciafüggetlen (1907–1963) | Konferenciafüggetlen (1907–1963) | Konferenciafüggetlen (1907–1963) | Konferenciafüggetlen (1907–1963) | Konferenciafüggetlen (1907–1963) |
| --- | -------------------------------- | -------------------------------- | -------------------------------- | -------------------------------- | -------------------------------- |
| 1907–08 | –                                | 9–2                              | –                                | –                                | –                                |
| 1908–09 | George Varnell                   | 10–2                             | –                                | –                                | –                                |
| 1909–10 | William Mulligan                 | 11–3                             | –                                | –                                | –                                |
| 1910–11 | Frank McKevitt                   | 8–1                              | –                                | –                                | –                                |
| 1911–12 | Fred Burns                       | 4–2                              | –                                | –                                | –                                |
| 1912–13 | Ed Mulholland                    | 4–2                              | –                                | –                                | –                                |
| 1913–14 | R. E. Harnon                     | 5–2                              | –                                | –                                | –                                |
| 1914–15 | R. E. Harnon                     | 5–2                              | –                                | –                                | –                                |
| 1915–16 | William S. Higgins               | 2–7                              | –                                | –                                | –                                |
| 1916–17 | John F. McGough                  | 4–5                              | –                                | –                                | –                                |
| 1917–18 | Guy Condon                       | 3–2                              | –                                | –                                | –                                |
| 1918–19 | Edward Geheves                   | 8–4                              | –                                | –                                | –                                |
| 1919–20 | Edward Geheves                   | 1–13                             | –                                | –                                | –                                |
| 1920–21 | Gus Dorais                       | 4–8                              | –                                | –                                | –                                |
| 1921–22 | Gus Dorais                       | 2–15                             | –                                | –                                | –                                |
| 1922–23 | Gus Dorais                       | 10–8                             | –                                | –                                | –                                |
| 1923–24 | Gus Dorais                       | 9–10                             | –                                | –                                | –                                |
| 1924–25 | Gus Dorais                       | 9–12                             | –                                | –                                | –                                |
| 1925–26 | Maurice Smith                    | 16–7                             | –                                | –                                | –                                |
| 1926–27 | Maurice Smith                    | 8–16                             | –                                | –                                | –                                |
| 1927–28 | Maurice Smith                    | 9–16                             | –                                | –                                | –                                |
| 1928–29 | Maurice Smith                    | 14–12                            | –                                | –                                | –                                |
| 1929–30 | Maurice Smith                    | 8–7                              | –                                | –                                | –                                |
| 1930–31 | Maurice Smith                    | 7–8                              | –                                | –                                | –                                |
| 1931–32 | S. Dagly                         | 4–7                              | –                                | –                                | –                                |
| 1932–33 | Perry Ten Eyck                   | 4–15                             | –                                | –                                | –                                |
| 1933–34 | Claude McGrath                   | 7–16                             | –                                | –                                | –                                |
| 1934–35 | Claude McGrath                   | 6–14                             | –                                | –                                | –                                |
| 1935–36 | Claude McGrath                   | 9–10                             | –                                | –                                | –                                |
| 1936–37 | Claude McGrath                   | 1–5                              | –                                | –                                | –                                |
| 1937–38 | Claude McGrath                   | 0–4                              | –                                | –                                | –                                |
| 1938–39 | Claude McGrath                   | 7–10                             | –                                | –                                | –                                |
| 1939–40 | Claude McGrath                   | 9–15                             | –                                | –                                | –                                |
| 1940–41 | Claude McGrath                   | 13–14                            | –                                | –                                | –                                |
| 1941–42 | Claude McGrath                   | 16–13                            | –                                | –                                | –                                |
| 1942–43 | Bill Frazier                     | 2–9                              | –                                | –                                | –                                |
| 1943–44 | Charles Henry                    | 22–4                             | –                                | –                                | –                                |
| 1944–45 | Eugene Wozny                     | 12–19                            | –                                | –                                | –                                |
| 1945–46 | Gordon White                     | 6–14                             | –                                | –                                | –                                |
| 1946–47 | Claude McGrath                   | 20–9                             | –                                | –                                | –                                |
| 1947–48 | Claude McGrath                   | 24–11                            | –                                | –                                | NAIB Second Round                |
| 1948–49 | Claude McGrath                   | 17–12                            | –                                | –                                | –                                |
| 1949–50 | L. T. Underwood                  | 18–11                            | –                                | –                                | –                                |
| 1950–51 | L. T. Underwood                  | 8–22                             | –                                | –                                | –                                |
| 1951–52 | Hank Anderson                    | 19–16                            | –                                | –                                | –                                |
| 1952–53 | Hank Anderson                    | 15–14                            | –                                | –                                | NAIB First Round                 |
| 1953–54 | Hank Anderson                    | 12–16                            | –                                | –                                | –                                |
| 1954–55 | Hank Anderson                    | 16–13                            | –                                | –                                | –                                |
| 1955–56 | Hank Anderson                    | 13–15                            | –                                | –                                | –                                |
| 1956–57 | Hank Anderson                    | 11–16                            | –                                | –                                | –                                |
| 1957–58 | Hank Anderson                    | 16–10                            | –                                | –                                | –                                |
| 1958–59 | Hank Anderson                    | 11–15                            | –                                | –                                | –                                |
| 1959–60 | Hank Anderson                    | 14–12                            | –                                | –                                | –                                |
| 1960–61 | Hank Anderson                    | 11–15                            | –                                | –                                | –                                |
| 1961–62 | Hank Anderson                    | 14–12                            | –                                | –                                | –                                |
| 1962–63 | Hank Anderson                    | 14–12                            | –                                | –                                | –                                |
| Eredmény: | Eredmény:                        |                                  |                                  | –                                | –                                |
| Big Sky Conference (1963–1979)                                                                                     |                                  |                                  |                                  |                                  |                                  |
| 1963–64 | Hank Anderson                    | 10–15                            | 5–5                              | T–3.                             | –                                |
| 1964–65 | Hank Anderson                    | 18–8                             | 6–4                              | T–2.                             | –                                |
| 1965–66 | Hank Anderson                    | 19–7                             | 8–2                              | T–1.                             | –                                |
| 1966–67 | Hank Anderson                    | 20–6                             | 7–3                              | T–1.                             | –                                |
| 1967–68 | Hank Anderson                    | 9–17                             | 6–9                              | T–4.                             | –                                |
| 1968–69 | Hank Anderson                    | 11–15                            | 6–9                              | T–3.                             | –                                |
| 1969–70 | Hank Anderson                    | 10–16                            | 7–8                              | 3.                               | –                                |
| 1970–71 | Hank Anderson                    | 13–13                            | 6–8                              | T–5.                             | –                                |
| 1971–72 | Hank Anderson                    | 14–12                            | 8–6                              | T–2.                             | –                                |
| 1972–73 | Adrian Buoncristiani             | 14–12                            | 6–8                              | 5.                               | –                                |
| 1973–74 | Adrian Buoncristiani             | 13–13                            | 7–7                              | 4.                               | –                                |
| 1974–75 | Adrian Buoncristiani             | 13–13                            | 7–7                              | T–3.                             | –                                |
| 1975–76 | Adrian Buoncristiani             | 13–13                            | 5–9                              | 7.                               | –                                |
| 1976–77 | Adrian Buoncristiani             | 11–16                            | 7–7                              | 3.                               | –                                |
| 1977–78 | Adrian Buoncristiani             | 14–15                            | 7–7                              | 5.                               | –                                |
| 1978–79 | Dan Fitzgerald                   | 16–10                            | 7–7                              | T–4.                             | –                                |
| Eredmény: | Eredmény:                        |                                  |                                  | –                                | –                                |
| West Coast Conference (1979–)                                                                                      |                                  |                                  |                                  |                                  |                                  |
| 1979–80 | Dan Fitzgerald                   | 14–13                            | 10–6                             | T–3.                             | –                                |
| 1980–81 | Dan Fitzgerald                   | 19–8                             | 9–5                              | 3.                               | –                                |
| 1981–82 | Jay Hillock                      | 15–12                            | 7–7                              | T–4.                             | –                                |
| 1982–83 | Jay Hillock                      | 13–14                            | 5–7                              | T–4.                             | –                                |
| 1983–84 | Jay Hillock                      | 17–11                            | 6–6                              | 4.                               |                                  |
| 1984–85 | Jay Hillock                      | 15–13                            | 4–8                              | 5.                               | –                                |
| 1985–86 | Dan Fitzgerald                   | 15–13                            | 8–6                              | 4.                               | –                                |
| 1986–87 | Dan Fitzgerald                   | 18–10                            | 9–5                              | 2.                               | –                                |
| 1987–88 | Dan Fitzgerald                   | 16–12                            | 7–7                              | 5.                               | –                                |
| 1988–89 | Dan Fitzgerald                   | 14–14                            | 5–9                              | 6.                               | –                                |
| 1989–90 | Dan Fitzgerald                   | 8–20                             | 3–11                             | 8.                               | –                                |
| 1990–91 | Dan Fitzgerald                   | 14–14                            | 5–9                              | 6.                               | –                                |
| 1991–92 | Dan Fitzgerald                   | 20–10                            | 8–6                              | T–3.                             | –                                |
| 1992–93 | Dan Fitzgerald                   | 19–9                             | 11–3                             | 2.                               | –                                |
| 1993–94 | Dan Fitzgerald                   | 22–8                             | 12–2                             | 1.                               | NIT Second Round                 |
| 1994–95 | Dan Fitzgerald                   | 21–9                             | 7–7                              | 4.                               | NCAA First Round                 |
| 1995–96 | Dan Fitzgerald                   | 21–9                             | 10–4                             | T–1.                             | NIT First Round                  |
| 1996–97 | Dan Fitzgerald                   | 15–12                            | 8–6                              | T–4.                             | –                                |
| 1997–98 | Dan Monson                       | 24–10                            | 10–4                             | 1.                               | NIT Second Round                 |
| 1998–99 | Dan Monson                       | 28–7                             | 12–2                             | 1.                               | NCAA Elite Eight                 |
| 1999–2000 | Mark Few                         | 26–9                             | 11–3                             | 2.                               | NCAA Sweet Sixteen               |
| 2000–01 | Mark Few                         | 26–7                             | 13–1                             | 1.                               | NCAA Sweet Sixteen               |
| 2001–02 | Mark Few                         | 29–4                             | 13–1                             | T–1.                             | NCAA First Round                 |
| 2002–03 | Mark Few                         | 24–9                             | 12–2                             | 1.                               | NCAA Second Round                |
| 2003–04 | Mark Few                         | 28–3                             | 14–0                             | 1.                               | NCAA Second Round                |
| 2004–05 | Mark Few                         | 26–5                             | 12–2                             | 1.                               | NCAA Second Round                |
| 2005–06 | Mark Few                         | 29–4                             | 14–0                             | 1.                               | NCAA Sweet Sixteen               |
| 2006–07 | Mark Few                         | 23–11                            | 11–3                             | 1.                               | NCAA First Round                 |
| 2007–08 | Mark Few                         | 25–8                             | 13–1                             | 1.                               | NCAA First Round                 |
| 2008–09 | Mark Few                         | 28–6                             | 14–0                             | 1.                               | NCAA Sweet Sixteen               |
| 2009–10 | Mark Few                         | 27–7                             | 12–2                             | 1.                               | NCAA Second Round                |
| 2010–11 | Mark Few                         | 25–10                            | 11–3                             | T–1.                             | NCAA Second Round                |
| 2011–12 | Mark Few                         | 26–7                             | 13–3                             | 2.                               | NCAA Second Round                |
| 2012–13 | Mark Few                         | 32–3                             | 16–0                             | 1.                               | NCAA Third Round                 |
| 2013–14 | Mark Few                         | 29–7                             | 15–3                             | 1.                               | NCAA Third Round                 |
| 2014–15 | Mark Few                         | 35–3                             | 17–1                             | 1.                               | NCAA Elite Eight                 |
| 2015–16 | Mark Few                         | 28–8                             | 15–3                             | T–1.                             | NCAA Sweet Sixteen               |
| 2016–17 | Mark Few                         | 37–2                             | 17–1                             | 1.                               | NCAA Runner-up                   |
| 2017–18 | Mark Few                         | 32–5                             | 17–1                             | 1.                               | NCAA Sweet Sixteen               |
| 2018–19 | Mark Few                         | 33–4                             | 16–0                             | 1.                               | NCAA Elite Eight                 |
| 2019–20 | Mark Few                         | 31–2                             | 15–1                             | 1.                               | –                                |
| 2020–21 | Mark Few                         | 31–1                             | 15–0                             | 1.                               | NCAA Runner up                   |
| Eredmény: | Eredmény:                        |                                  |                                  | –                                | –                                |
| Összesen: | Összesen:                        |                                  | –                                | –                                | –                                |
| Jelmagyarázat: Konferenciabajnokság-győztes Konferenciaszezon-bajnok Konferenciaszezon- és konferenciatorna-bajnok |                                  |                                  |                                  |                                  |                                  |

## A csapat hatása a hallgatói létszámra
1998-ig évente átlagosan 500 gólya kezdte meg egyetemi tanulmányait; ez a szám 1999-ben (a csapat Elite Eightbe jutása utáni ötödik hónapban) 701-re nőtt. Az NCAA-bajnokságokon való győzelmeket követően 2001-re az új hallgatók száma 979-re emelkedett. A Doug Flutie által megfogalmazott Flutie-hatás az egyetemi sportcsapatok győzelmei és a gólyák száma közötti arányosságot írja le. Robert Spitzer rektor szerint a sportsikerek hozzájárultak a McCarthey Atlétikai Centrumhoz szükséges 23 millió dollár adományokból történő előteremtéséhez. A 2016–17-es tanévben a szigorú felvételi követelmények ellenére 1200-an kezdték meg tanulmányaikat.

## Battle in Seattle
A Bulldogs 2003. december 13-án a seattle-i KeyArenában (ma Climate Pledge Arena) a Missouri Tigersszel szemben lépett pályára, ezzel új hagyomány jött létre. A 2008-as, UConn Huskies elleni mérkőzés 16 763 néző előtt zajlott. 2016-ban a mérkőzéssorozat megszakadt, mivel a csapat képviselői szerint nem találtak megfelelő ellenfelet.

## National Invitation Tournaments
| Év   | Kör          | Ellenfél                 | Eredmény |
| ---- | ------------ | ------------------------ | -------- |
| 1994 | First Round  | Stanford Cardinal        | 80–76    |
| 1994 | Second Round | Kansas State Wildcats    | 64–66    |
| 1996 | First Round  | Washington State Cougars | 73–92    |
| 1998 | First Round  | Wyoming Cowboys          | 69–55    |
| 1998 | Second Round | Hawaii Rainbow Warriors  | 70–78    |

## Csapattagok az NBA-ben
Az alábbi játékosok szerepeltek valamelyik profi csapatban:
| Év   | Játékos              | Játékosválogató        | Más csapatok, amelyekben játszott |
| ---- | -------------------- | ---------------------- | --------------------------------- |
| 1960 | Jean Claude Lefebvre | Los Angeles Lakers     | –                                 |
| 1961 | Frank Burgess        | Los Angeles Lakers     | –                                 |
| 1967 | Gary Lechman         | Seattle SuperSonics    | –                                 |
| 1971 | Bill Quigg           | San Diego Rockets      | –                                 |
| 1971 | Howard Burford       | Portland Trail Blazers | –                                 |
| 1976 | Ken Tyler            | Philadelphia 76ers     | –                                 |
| 1977 | Jim Grady            | New Orleans Jazz       | –                                 |
| 1978 | Jim DeWeese          | Atlanta Hawks          | –                                 |
| 1980 | Carl Pierce          | Detroit Pistons        | –                                 |
| 1984 | John Stockton        | Utah Jazz              | –                                 |
| 1987 | Mike Champion        | –                      | Seattle SuperSonics               |
| 1997 | Paul Rogers          | Los Angeles Lakers     | –                                 |
| 2000 | Richie Fram          | –                      | Seattle SuperSonics               |
| 2000 | Richie Fram          | –                      | Portland Trail Blazers            |
| 2000 | Richie Fram          | –                      | Minnesota Timberwolves            |
| 2000 | Richie Fram          | –                      | Houston Rockets                   |
| 2000 | Richie Fram          | –                      | Los Angeles Clippers              |
| 2002 | Mario Kasun          | Los Angeles Clippers   | Orlando Magic                     |
| 2002 | Dan Dickau           | Sacramento Kings       | Atlanta Hawks                     |
| 2002 | Dan Dickau           | Sacramento Kings       | Portland Trail Blazerss           |
| 2002 | Dan Dickau           | Sacramento Kings       | Dallas Mavericks                  |
| 2002 | Dan Dickau           | Sacramento Kings       | New Orleans Hornets               |
| 2002 | Dan Dickau           | Sacramento Kings       | Boston Celtics                    |
| 2002 | Dan Dickau           | Sacramento Kings       | Los Angeles Clippers              |
| 2004 | Blake Stepp          | Minnesota Timberwolves | –                                 |
| 2005 | Ronny Turiaf         | Los Angeles Lakers     | Golden State Warriors             |
| 2005 | Ronny Turiaf         | Los Angeles Lakers     | New York Knicks                   |
| 2005 | Ronny Turiaf         | Los Angeles Lakers     | Washington Wizards                |
| 2005 | Ronny Turiaf         | Los Angeles Lakers     | Miami Heat                        |
| 2005 | Ronny Turiaf         | Los Angeles Lakers     | Los Angeles Clippers              |
| 2005 | Ronny Turiaf         | Los Angeles Lakers     | Minnesota Timberwolves            |
| 2006 | Adam Morrison        | Charlotte Bobcats      | Los Angeles Lakers                |
| 2009 | Jeremy Pargo         | –                      | Memphis Grizzlies                 |
| 2009 | Jeremy Pargo         | –                      | Cleveland Cavaliers               |
| 2009 | Jeremy Pargo         | –                      | Philadelphia 76ers                |
| 2009 | Jeremy Pargo         | –                      | Golden State Warriors             |
| 2009 | Austin Daye          | Detroit Pistons        | Memphis Grizzlies                 |
| 2009 | Austin Daye          | Detroit Pistons        | Cleveland Cavaliers               |
| 2009 | Austin Daye          | Detroit Pistons        | Philadelphia 76ers                |
| 2009 | Austin Daye          | Detroit Pistons        | Golden State Warriors             |
| 2012 | Robert Sacre         | Los Angeles Lakers     | –                                 |
| 2013 | Elias Harris         | –                      | Los Angeles Lakers                |
| 2013 | Kelly Olynyk         | Dallas Mavericks       | Boston Celtics                    |
| 2013 | Kelly Olynyk         | Dallas Mavericks       | Miami Heat                        |
| 2013 | Kelly Olynyk         | Dallas Mavericks       | Houston Rockets                   |
| 2014 | David Stockton       | –                      | Sacramento Kings                  |
| 2014 | David Stockton       | –                      | Utah Jazz                         |
| 2016 | Kyle Wiltjer         | –                      | Houston Rockets                   |
| 2016 | Domantas Sabonis     | Orlando Magic          | Oklahoma City Thunder             |
| 2016 | Domantas Sabonis     | Orlando Magic          | Indiana Pacers                    |
| 2017 | Nigel Williams-Goss  | Utah Jazz              | –                                 |
| 2017 | Zach Collins         | Sacramento Kings       | Portland Trail Blazers            |
| 2018 | Johnathan Williams   | –                      | Los Angeles Lakers                |
| 2018 | Johnathan Williams   | –                      | Golden State Warriors             |
| 2019 | Zach Norvell Jr.     | –                      | Los Angeles Lakers                |
| 2019 | Zach Norvell Jr.     | –                      | Golden State Warriors             |
| 2019 | Brandon Clarke       | Oklahoma City Thunder  | Memphis Grizzlies                 |
| 2019 | Hacsimura Rui        | Washington Wizards     | –                                 |
| 2020 | Killian Tillie       | –                      | Memphis Grizzlies                 |

## Visszavonultatott mezszámok
| Szám | Játékos       | Aktív évek |
| ---- | ------------- | ---------- |
| 3    | Adam Morrison | 2003–06    |
| 12   | John Stockton | 1980–84    |
| 44   | Frank Burgess | 1958–61    |

## Fordítás
- Ez a szócikk részben vagy egészben  a   Gonzaga Bulldogs men's basketball című angol Wikipédia-szócikk ezen változatának fordításán alapul.  Az eredeti cikk szerkesztőit annak laptörténete sorolja fel. Ez a jelzés csupán a megfogalmazás eredetét és a szerzői jogokat jelzi, nem szolgál a cikkben szereplő információk forrásmegjelöléseként.